# Holly Hearts
Holly Hearts (Anaheim, California; 24 de diciembre de 1981) es una actriz pornográfica estadounidense.

## Biografía
Holly Hearts, nombre artístico de Heather Marie Crumley, nació en la localidad de Anaheim, en el condado de Orange (California), en diciembre de 1981. Tras graduarse en la escuela secundaria, Heart trabajó durante seis años en una tienda de la cadena Macy's. Tras todo ese tiempo, decidió dar el paso dentro de la industria pornográfica como agente libre y buscó productoras que quisieran trabajar con ella. Su primera oportunidad, y por tanto su debut como actriz, le llegó en febrero de 2009, a los 28 años. Grabó su primera escena para Reality Kings junto al actor Billy Glide, fallecido en 2014.
Como actriz, ha grabado para productoras como Brazzers, Pure Play Media, Girlfriends Films, Elegant Angel, Zero Tolerance, Digital Playground, Penthouse, Kink.com, Evil Angel, Jules Jordan Video, Naughty America, New Sensations o Wicked, entre otras.
Aunque en sus primeros trabajos tenía menos de 30 años, la mayoría de su carrera profesional la desarrolló estando en la treintena, siendo catalogada, al igual que otras tantas actrices, por su físico, edad y atributos fue etiquetada como una actriz MILF.
Una vez que su carrera comenzó a despegar, Heart descubrió que tenía una inclinación por el género BDSM y los roles de dominante y sumiso. Consiguió realizar algunas escenas para el portal The Training of O de Kink.com, compañía que explotó las habilidades de la artista y permitió profundizara más en el género.
En 2017 fue nominada en los Premios AVN a la Mejor actriz de reparto por The Young & the Rest of Us.
Ha aparecido en más de 420 películas como actriz.
Algunas películas suyas son Blowing Non-Stop, Dungeon Ass Worship 2, Evil MILFs, Face Fucked 4, Love Is Black and White, MiLF Passion, Naughty Anal MILFS 4, Shirt and Tie Lesbians 2, Teachers With Curves o White Mommas 5.

## Premios y nominaciones
| Año  | Ceremonia             | Resultado | Premio                        | Trabajo                    |
| ---- | --------------------- | --------- | ----------------------------- | -------------------------- |
| 2015 | Nightmoves            | Nominada  | Best MILF Performer           | —                          |
| 2015 | Nightmoves Fan Awards | Nominada  | Best MILF Performer           | —                          |
| 2016 | Premios AVN           | Nominada  | Premio fan: MILF más caliente | —                          |
| 2016 | Spank Bank Awards     | Nominada  | Spanking Slut of the Year     | —                          |
| 2016 | Spank Bank Awards     | Nominada  | Two Hot Dogs in a Hallway     | —                          |
| 2017 | Premios AVN           | Nominada  | Mejor actriz de reparto       | The Young & the Rest of Us |